# سعود بن عبد الله بن جلوي آل سعود
سعود بن عبد الله بن جلوي آل سعود، ولد سنة 1319 هـ في الرياض، تولى إمارة الأحساء والقطيف في آن واحد، والتي أصبحت فيما بعد تسمى بالمنطقة الشرقية بعد وفاة أبيه سنة 1354 هـ، كان شديد البأس لا يرحم من تسول له نفسه في تخريب الشؤون الأمنية وسار على نهج أبيه في توطيدها، وكان سيفاً مسلولاً في كل من حاول الاعتداء على المواطنين أو ممتلكاتهم. حوّل مقره من مدينة الهفوف بالأحساء إلى مدينة الدمام الواقعة على الخليج العربي في 25 رجب سنة 1372 هـ عندما كبرت المنطقة مع ازدياد أعداد الوافدين إليها من الدول المجاورة للمنطقة والدول العربية والإسلامية والأجنبية الأخرى بعد استخراج النفط، وقد عيّن أخاه عبد المحسن أميراً على الأحساء، توفي يوم السبت السادس من ذي الحجة سنة 1386 هـ في مدينة الدمام ودفن بها.
| سبقه عبد الله بن جلوي بن تركي آل سعود | أمير المنطقة الشرقية 1354 هـ - 1386 هـ | تبعه عبد المحسن بن عبد الله بن جلوي آل سعود |

1. ↑  "موقع الأحساء / أمراء الأحساء". مؤرشف من الأصل في 2014-06-12.